# Haaren (Aachen)

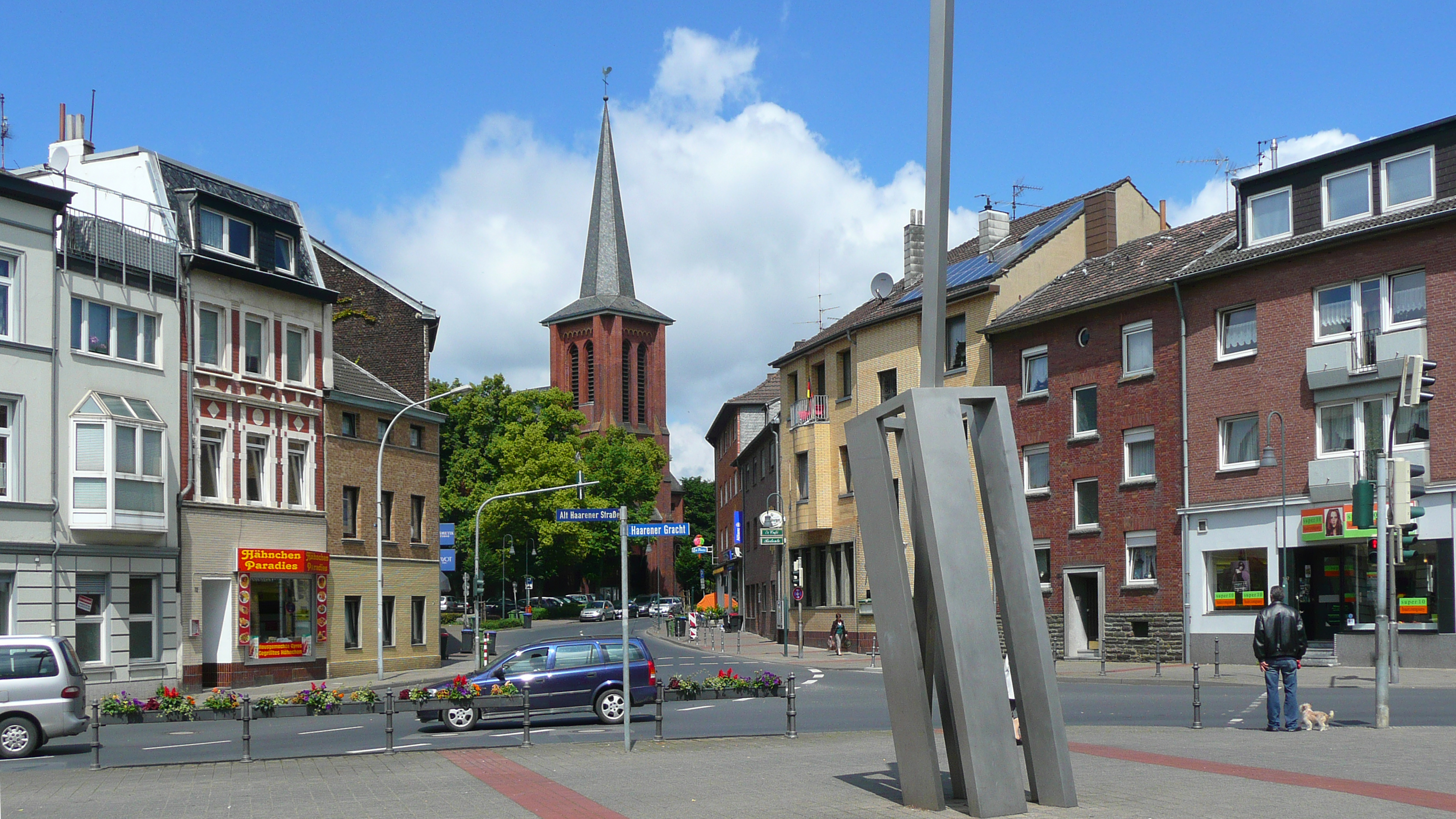
Zentrum von Haaren mit römisch-katholischer Kirche St. Germanus und mit Plastik von Joachim Bandau

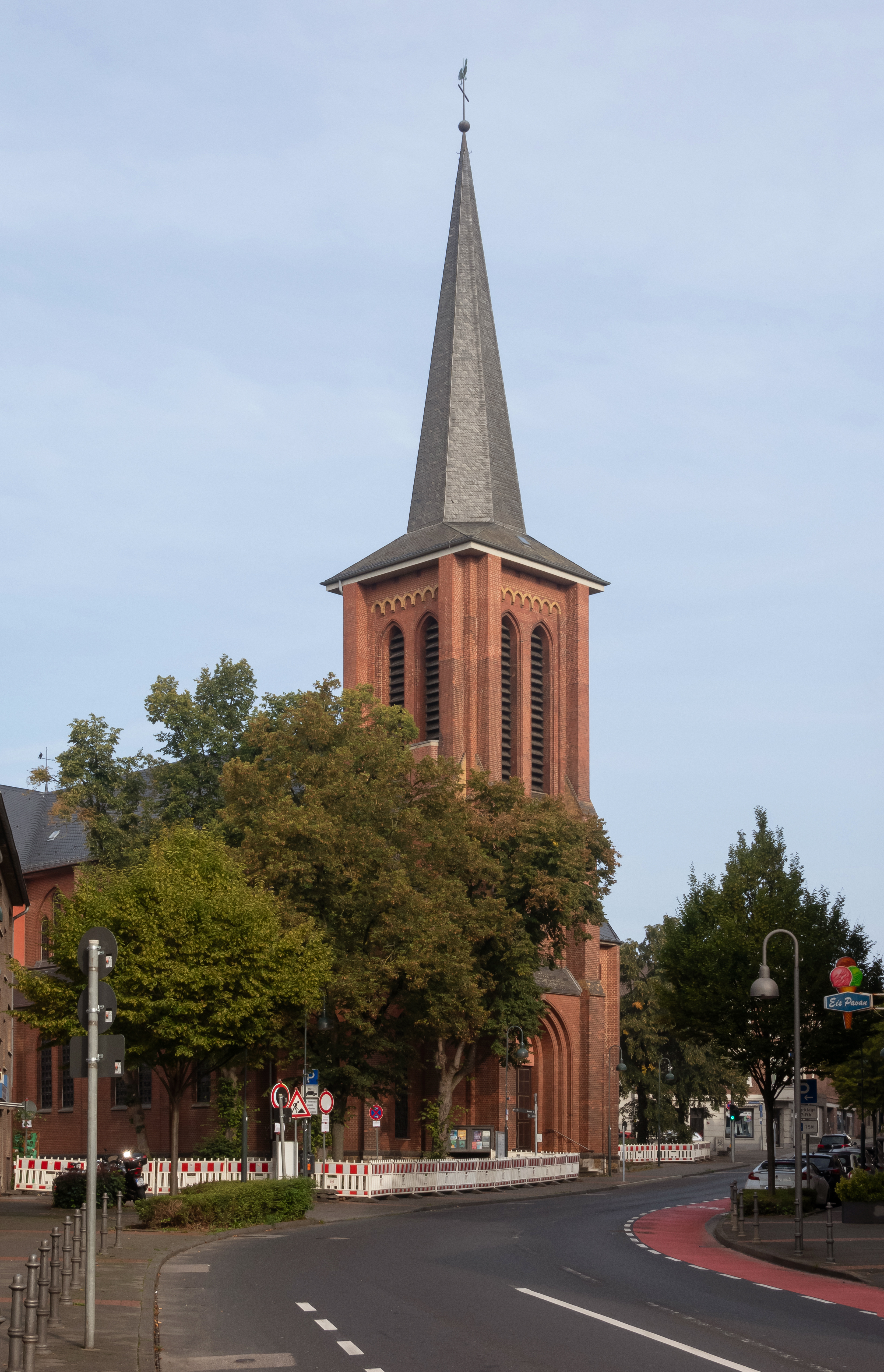
Sankt-Germanus-Kirche

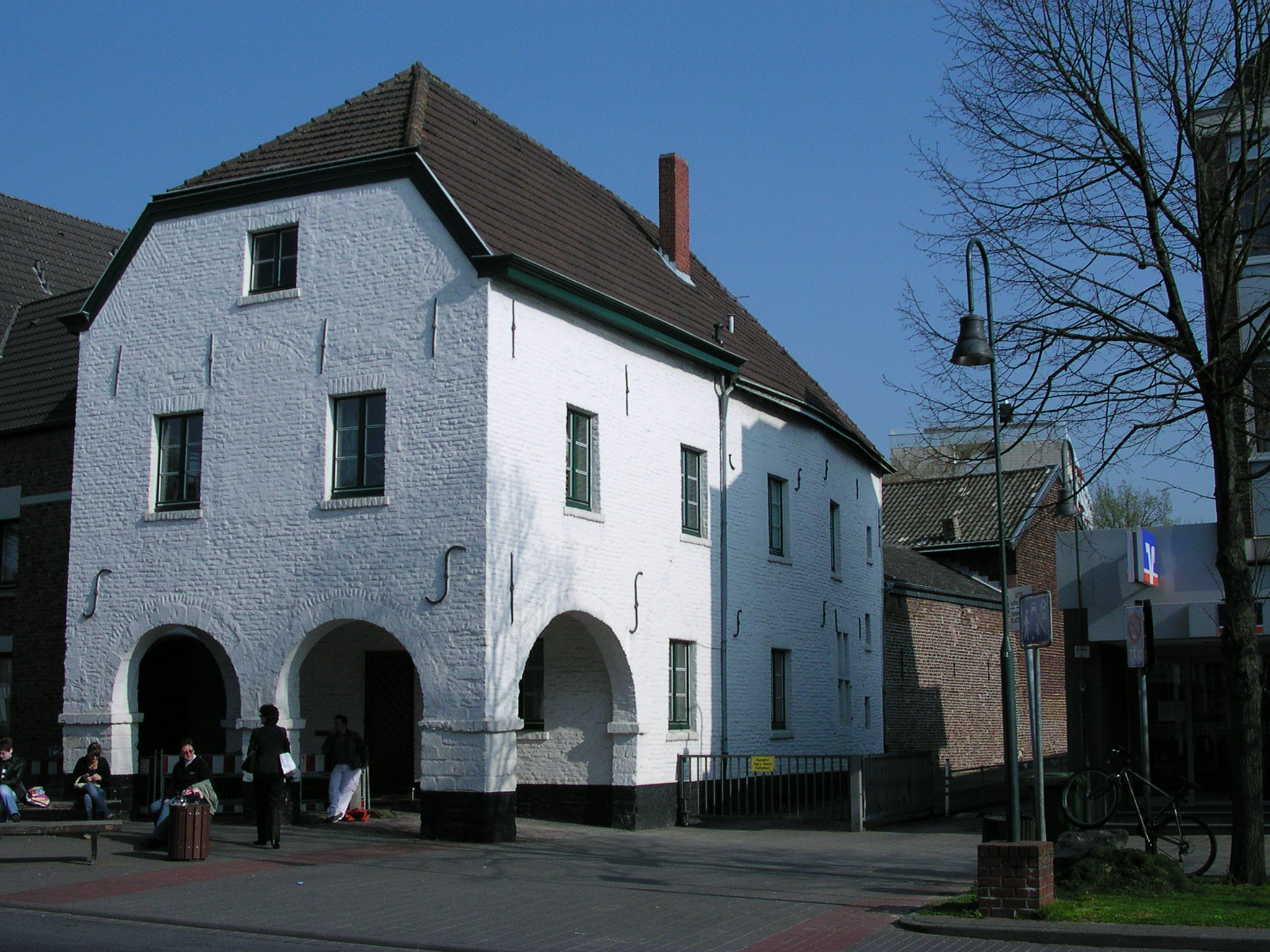
Alter Zehnthof

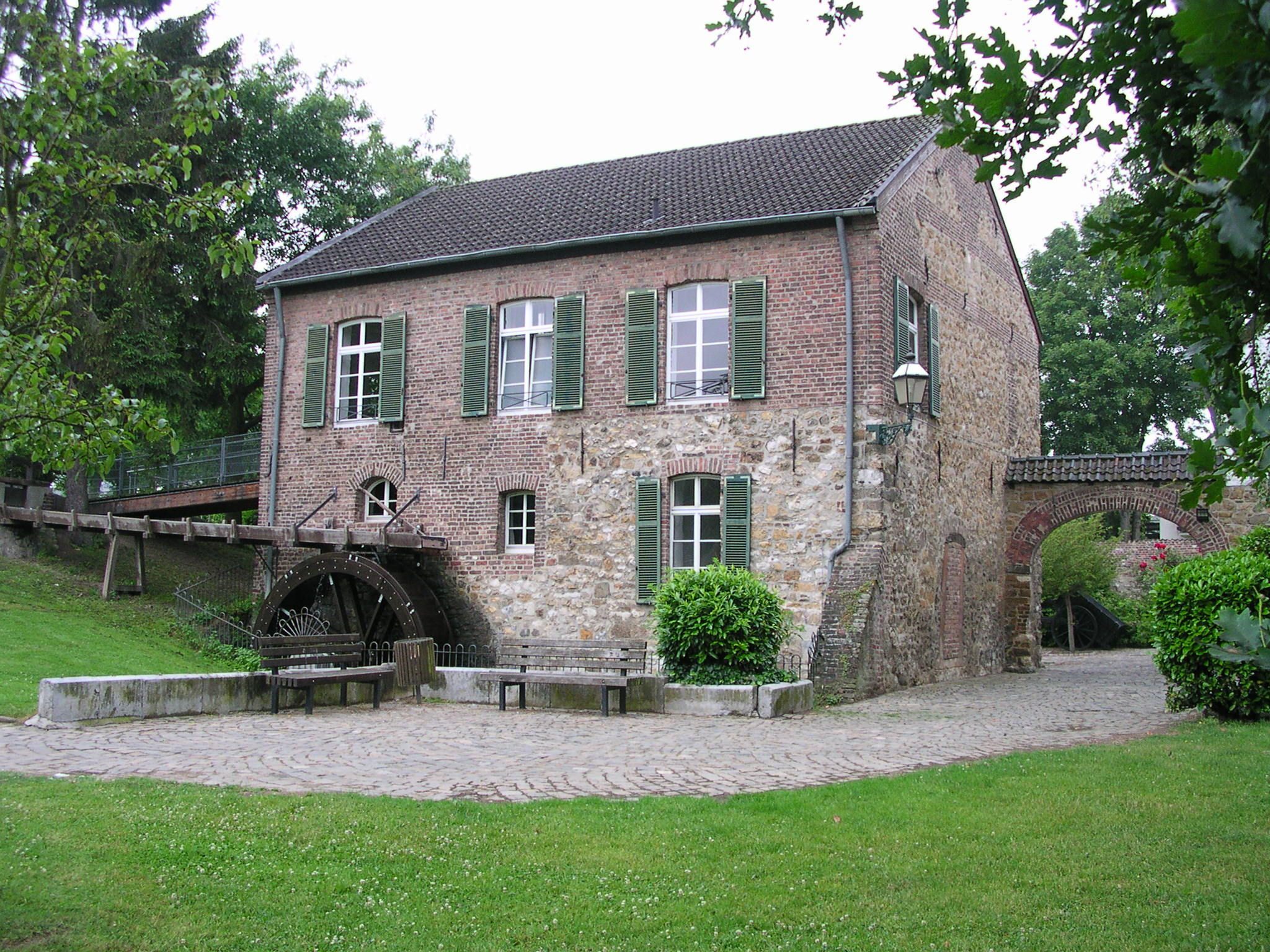
Welsche Mühle

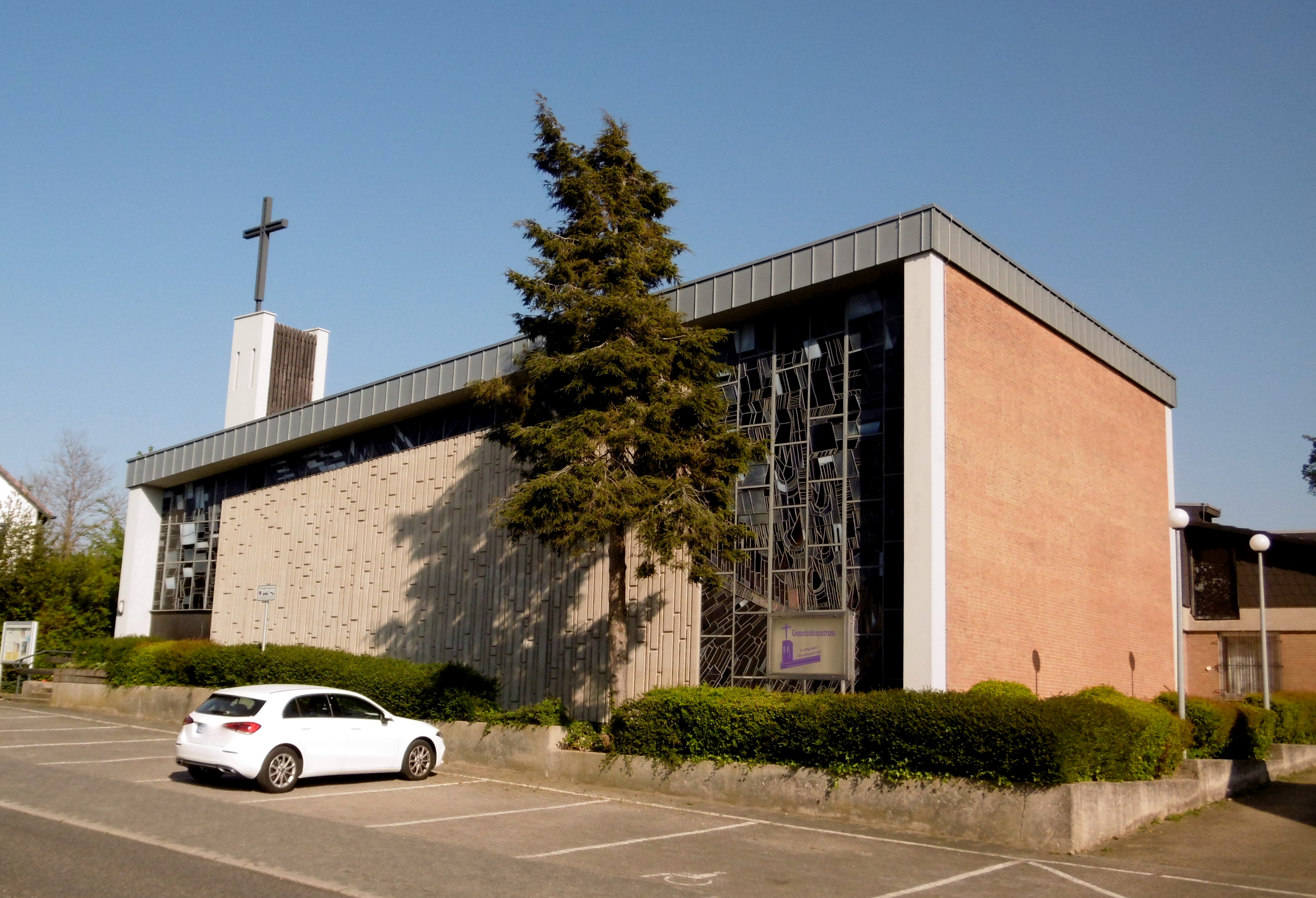
Ev. Christuskirche

Die frühere Gemeinde Haaren liegt vier Kilometer nordöstlich der Aachener Stadtmitte und gehört seit dem 1. Januar 1972 als Stadtbezirk zur Stadt Aachen.
Haaren liegt an der Mündung des Haarbachs in das Flüsschen Wurm. 2 km weiter östlich liegt der ländlich geprägte Ortsteil Verlautenheide mit der Quinx. Die höchste Erhebung bildet mit 239 Metern der Haarberg.
Am Stichtag 31. Dezember 2015 hatte der Ort 12.507 Einwohner und eine Fläche von 880 ha.

## Geschichte
Das heutige Ortsgebiet gehörte in der Karolingerzeit (768–814) zum Aachener Königshof und zum königlichen Wildbannforst und wahrscheinlich auch zum Würselener Königsgut Wormsalt. Die erste urkundliche Erwähnung findet sich einer Urkunde von Otto II vom 25. Juli 973. Darin bestätigt er über die Bitte des Erzbischofs Gero von Köln, den von König Ludwig verliehenen und von seinem Vater und dessen Vorgängern bestätigten Wildbann innerhalb bestimmter Grenzen.
Nach dem Original heißt die für den Ort entscheidende Urkundenstelle:

„... videlicet ut de Uuisheim via que prope Miluchuuilere trans Ruram ad Aquasgrani tendit usque ad Haram flumen et deorsum sicut defluit in flumen Wurm ...“

„...den Weg von ‚uuisheim‘ (Wissersheim), der nahe bei ‚miluchuuilere‘ (Mariaweiler) über die Rur nach ‚Aquisgranum‘ (Aachen) führt, entlang bis Haaren (oder Haarener Bach) und weiter abwärts bis an die Wurm...“

Bis ins 18. Jahrhundert bildete Haaren gemeinsam mit Verlautenheide eines der Quartiere des Aachener Reiches. 1792 und erneut 1794 wurde das Gebiet von den Franzosen besetzt. Haaren und Verlautenheide wurden zur selbständigen Mairie Haaren und gehörten zum Kanton Burtscheid und 1816 zum Landkreis Aachen.
In den 1920er Jahren war Haaren überwiegend ein Arbeitervorort für die Fabriken an der Jülicher Straße im Aachener Nordosten. Damals war Haaren eine Hochburg der KPD.
Im Oktober 1944 wurde Haaren von amerikanischen Truppen besetzt und kam unter amerikanische, später britische Verwaltung. Mit Gründung der Bundesrepublik Deutschland wurde die Gemeinde Haaren innerhalb des Landkreises Aachen selbständig. Im Zuge einer Gebietsreform erweiterte sich Anfang 1968 das Gemeindegebiet um den Ortsteil Quinx, der bis dahin zu Broichweiden gehörte, durch Autobahnbau aber nicht mehr gut angebunden war. Aber schon wenig später, am 1. Januar 1972, wurde Haaren inklusive Verlautenheide und Quinx aufgrund des Aachen-Gesetzes in die Stadt Aachen eingemeindet.

## Bevölkerung
Am 31. Dezember 2023 lebten 12.631 Einwohner in Aachen-Haaren.
Strukturdaten der Bevölkerung in Haaren:
- Bevölkerungsdichte: 14,2 Einwohner je ha (Aachener Durchschnitt: 15,8 Einwohner je ha)
- Durchschnittsalter: 41,73 Jahre (Aachener Durchschnitt: 40,63 Jahre)
- Ausländeranteil: 15,6 % (Aachener Durchschnitt: 16,9 %)
- Arbeitslosenquote: 9,6 % (Aachener Durchschnitt: 8,9 %)

## Gebäude
Als markantes Gebäude fällt in der Ortsmitte der alte Zehnthof mit seinen wuchtigen Arkadenbögen auf. Die katholische Pfarrkirche St. Germanus ist ein neugotischer Ziegelbau (errichtet 1889–92 nach Plänen von Heinrich van Kann, 1944 stark beschädigt, 1948 wieder aufgebaut). Die Friedenskapelle wurde 1969 geweiht.
Gut Überhaaren liegt an der Straße Auf der Hüls, früher Südstraße. Der Schlussstein der Toreinfahrt trägt die Jahreszahl 1692. Der Gutshof wird aber bereits gegen Ende des 13. Jahrhunderts im Verzeichnis der kaiserlichen Hoflehen der Reichsstadt Aachen genannt.
Die Welsche Mühle im Haarbachtal ist die einzige Wassermühle in Aachen, deren Mühlrad noch in Betrieb ist.

## Persönlichkeiten

### Söhne und Töchter der Gemeinde
- Peter Joseph Beduwe (1805–1871), Unternehmer
- Viktor Brack (1904–1948), SS-Oberführer und verurteilter Kriegsverbrecher
- Kurt Capellmann (1923–1995), Waggonfabrikant und Reitsportfunktionär
- Jakob Dautzenberg (1897–1979), Kommunist und Widerstandskämpfer
- Carlo Graaff (1914–1975), Politiker (FDP), MdB, niedersächsischer Wirtschaftsminister
- Bert Heller (1912–1970), Maler
- Berta Kals (1923–2016), Künstlerin
- Hans Kals (1927–1989), Wirtschaftswissenschaftler, Schriftsteller, Mundartdichter
- Heinrich van Kann (1861–1941), Architekt, lebte und arbeitete in Haaren
- Josephine Koch (1815–1899), katholische Ordensgründerin, in Haaren aufgewachsen
- German Hubert Christian Maaßen (1825–1910), katholischer Pfarrer und Althistoriker
- Johannes Nollé (* 1953), Althistoriker, Epigraphiker und Numismatiker
- Pastor (Unternehmerfamilie), Tuch- und Nadelfabrikation
- Hermann Proetel (1876–1956), RWTH-Professor, wohnte von 1932 bis 1956 in Haaren
- René Rohrkamp (* 1977), Historiker und Archivar
- Émilie Schneider (1820–1859), Nonne der Töchter vom heiligen Kreuz, Oberin des Theresien-Hospitals in Düsseldorf
- Heinrich Xaver Sieger (1811–1901), Unternehmer
- Josef Vassillière (1897–1967), Architekt
- Helene Weber (1881–1962), viele Jahre Lehrerin in Haaren

## Schulen
Haaren hat insgesamt vier Schulen: die Gemeinschaftsgrundschule Am Haarbach, die Lindenschule (Förderschule mit dem Förderschwerpunkt Sprache) sowie die berufsbildenden Schulen Mies-van-der-Rohe-Schule und das Berufskolleg für Gestaltung und Technik.

## Sport
In Haaren gibt es u. a. die DJK FV Haaren 1912 e. V. Der Verein bietet die Wettkampfsportarten Fußball, Tennis und Hap-Ki-Do an. Daneben betätigt er sich auch im Breitensportbereich (Tanzgymnastik, Leichtathletik).
Seit 1967 gibt es den selbstständigen Sportabzeichenstützpunkt in Haaren. Im Sportzentrum Haaren (Neuköllner Str. 9) kann man jedes Jahr von Mitte April bis Mitte Oktober von 16 bis 18 Uhr die Prüfungen (Leichtathletik) zum Deutschen Sportabzeichen ablegen.
Außerdem gibt es die Haarener Turner Eintracht 1873 (HTE), die jeweils eine Abteilung für Turnen, Tanzen und Basketball hat, sowie den Haarener Turnverein von 1862 e. V. (HTV).

## Musik
Ein bedeutender Bestandteil des kulturellen Lebens in Haaren ist das Sinfonische Blasorchester Aachen-Haaren. Es besteht aus über 70 Musikerinnen und Musikern und wird derzeit von Dirigent Marc Bongers geleitet. Das Repertoire umfasst sowohl klassische als auch moderne Werke.

## Verkehr
Durch Haaren führte die Bundesstraße 264; durch die parallel verlaufende Bundesautobahn 544 wurde diese Strecke abgestuft und durch die Landstraße 136 ersetzt.
Im ÖPNV wird Haaren durch die Buslinien der ASEAG bedient. Es existieren die Haltestellen Haaren Haarberg, Haaren Denkmal, Haaren Markt sowie Tonbrennerstraße. Die Linien 1, 11, 21, 30, 31 und 41 verbinden Haaren mit Aachen-Mitte, Stolberg, Walheim und Würselen. Zusätzlich verkehren in den Nächten vor Samstagen sowie Sonn- und Feiertagen die Nachtbuslinien N3, N6 und N9. Seit dem 4. September 2023 fährt in Haaren auch der NetLiner. Zusätzlich gibt es seitdem 16. Oktober einen neuen Ortsbus und die neue Schnellbuslinie.
| Linie                  | Verlauf |
| ---------------------- | --- |
| 1                      | Uniklinik – Westbahnhof – Ponttor – Aachen Bushof – Ludwig Forum – Talbot – Haaren – Verlautenheide – Atsch – Stolberg Mühlener Bf – Stolberg Altstadt – Binsfeldhammer – Bernardshammer – Vicht – Fleuth – Mausbach – Diepenlinchen – Werth – Gressenich – Schevenhütte |
| 11                     | Walheim Hasbach – Walheim – Nütheim – Schleckheim – Oberforstbach / Oberforstbach Gewerbegebiet – Lichtenbusch – Waldfriedhof – Burtscheid – Marienhospital – Aachen Hbf – Misereor – Elisenbrunnen – Aachen Bushof – Ludwig Forum – Talbot – Haaren – Würselen Kaninsberg – Weiden – Vorweiden – Linden-Neusen – (Broich –) Broicher Siedlung – Blumenrath – Montanstraße – Mariadorf – Hoengen |
| 21                     | Lintert Friedhof – Burtscheid – Aachen Hbf – Misereor – Elisenbrunnen – Aachen Bushof – Ludwig Forum – Talbot – Haaren – Würselen – Morsbach – Bardenberg – (Pley –) Niederbardenberg – Herzogenrath Bf – Ritzerfeld – Merkstein – Boscheln – Holthausen – Übach – Palenberg – Palenberg Bf |
| 30                     | (Vaals (NL) – Vaalserquartier (D) – Westfriedhof –) Ronheider Weg – Burtscheid – Beverau – Forst Adenauerallee – Fringsgraben – Hüls – ASEAG – Prager Ring – (Haaren –) Eulershof (– Alter Tivoli – Ehrenmal/ Lousberg – Ponttor – Westbahnhof – Süsterau – Campus Melaten – Uniklinik) |
| 31                     | Siegel – Burtscheid – Aachen Hbf – Misereor – Elisenbrunnen – Aachen Bushof – Ludwig Forum – Talbot – Haaren – Verlautenheide – Gewerbegebiet Aachener Kreuz |
| 41                     | Uniklinik – Westbahnhof – Ponttor – Aachen Bushof – Haaren – Verlautenheide |
| OL1                    | Ortsbus Haaren: Verlautenheide – Haaren – Hüls |
| NetLiner Aachen-Haaren | NetLiner: Fährt 30 min. nach der Buchung. Fährt Mo–Fr von 6–22 Uhr. An Samstagen Sonn- und Feiertagen von 8–22 Uhr. Bedient: Haaren, Verlautenheide und Hüls |
| SB71                   | Schnellbus: Verlautenheide Endstraße – Haaren Markt – Prager Ring – Blücherplatz – Hansemannplatz – Aachen Bushof – Elisenbrunnen – Schanz – Westfriedhof – Uniklinik |
| N3                     | Nachtexpress: nur in den Nächten vor Samstagen sowie Sonn- und Feiertagen Elisenbrunnen – Aachen Bushof (→ Ludwig Forum → Haaren → Verlautenheide → Würselen → Morsbach → Bardenberg) / (← Eurogress ← Berensberg ← Rumpen ← Kohlscheid Markt ← Klinkheide ← Pannesheide ← Straß) – Herzogenrath Bf – Ritzerfeld – Merkstein (← Boscheln ← Holthausen)                                           |
| N6                     | Nachtexpress: nur in den Nächten vor Samstagen sowie Sonn- und Feiertagen Aachen Bushof → Alter Tivoli → Berensberg → Rumpen → Kohlscheid Weststr. → Klinkheide → Kohlscheid Markt → Bardenberg → Morsbach → Würselen → Haaren → Liebigstr. → Aachen Bushof → Elisenbrunnen |
| N9                     | Nachtexpress: nur in den Nächten vor Samstagen sowie Sonn- und Feiertagen Elisenbrunnen – Aachen Bushof (→ Liebigstr. → Haaren) / (←Alter Tivoli ← Scherberg ← Würselen ← Alsdorf) – Weiden – Vorweiden – Linden-Neusen – Broicher Siedlung – Alsdorf-Mariadorf – Siedlung Ost – Alsdorf Annapark                                                                                                |